# Seznam kardinálů komořích Svaté církve římské
Seznam camerlengů, tedy komořích svaté církve římské, kteří jsou důležitými hodnostáři římské kurie. 
| Jméno                                    | Rok narození / úmrtí | Jmenování kardinálem | Camerlengo   | Poznámka |
| ---------------------------------------- | -------------------- | -------------------- | ------------ | --- |
| Francesco Condulmer                      | * 1410 / † 1453      | 1431                 | 1432–1439    | |
| Ludovico Trevisano                       | * 1401 / † 1465      | 1440                 | 1440–1465    | |
| Latino Orsini                            | * 1411 / † 1477      | 1448                 | 1471–1477    | |
| Guillaume d'Estouteville                 | * 1403 / † 1483      | 1439                 | 1477–1483    | |
| Raffaele Sansoni Galeotti Riario         | * 1461 / † 1521      | 1477                 | 1483–1521    | nejdéle úřadující camerlengo                                                                                 |
| Innocenzo Cibo                           | * 1491 / † 1550      | 1513                 | 1521         | |
| Francesco Armellini Pantalassi de'Medici | * 1470 / † 1527      | 1517                 | 1521–1527    | |
| Agostino Spinola                         | * 1482 / † 1537      | 1527                 | 1528–1537    | |
| Guido Ascanio Sforza                     | * 1518 / † 1564      | 1534                 | 1537–1564    | |
| Vitellozzo Vitelli                       | * 1531 / † 1568      | 1557                 | 1564–1568    | |
| Michele Bonelli OP                       | * 1541 / † 1598      | 1566                 | 1568–1570    | |
| Luigi Cornaro                            | * 1517 / † 1584      | 1551                 | 1570–1584    | |
| Filippo Vastavillani                     | * 1541 / † 1587      | 1574                 | 1584–1587    | |
| Enrico Caetani                           | * 1550 / † 1599      | 1585                 | 1587–1599    | |
| Pietro Aldobrandini                      | * 1571 / † 1621      | 1593                 | 1599–1621    | |
| Ludovico Ludovisi                        | * 1595 / † 1632      | 1621                 | 1621–1623    | |
| Ippolito Aldobrandini junior             | * 1596 / † 1638      | 1621                 | 1623–1638    | |
| Antonio Barberini junior                 | * 1607 / † 1671      | 1627                 | 1638–1671    | |
| Paluzzo Paluzzi Altieri degli Albertoni  | * 1623 / † 1698      | 1666                 | 1671–1698    | |
| Giambattista Spinola junior              | * 1646 / † 1719      | 1695                 | 1698–1719    | |
| Annibale Albani                          | * 1682 / † 1751      | 1711                 | 1719–1747    | |
| Silvio Valenti Gonzaga                   | * 1690 / † 1756      | 1738                 | 1747–1756    | |
| Girolamo Colonna di Sciarra              | * 1708 / † 1763      | 1743                 | 1756–1763    | |
| Carlo Rezzonico der Jüngere              | * 1724 / † 1799      | 1758                 | 1763–1799    | |
| Romoaldo Braschi-Onesti                  | * 1753 / † 1817      | 1786                 | 1800–1801    | |
| Giuseppe Maria Doria Pamphili            | * 1751 / † 1816      | 1785                 | 1801–1814    | Procamerlengo                                                                                                |
| Bartolomeo Pacca                         | * 1756 / † 1844      | 1801                 | 1814–1824    | |
| Pietro Francesco Galeffi                 | * 1770 / † 1837      | 1803                 | 1824–1837    | |
| Giacomo Giustiniani                      | * 1789 / † 1843      | 1826                 | 1837–1843    | |
| Tommaso Riario Sforza                    | * 1782 / † 1857      | 1823                 | 1843–1857    | |
| Lodovico Altieri                         | * 1805 / † 1867      | 1840                 | 1857–1867    | |
| Filippo de Angelis                       | * 1792 / † 1877      | 1839                 | 1867–1877    | |
| Gioacchino Vincenzo Raffaele Luigi Pecci | * 1810 / † 1903      | 1853                 | 1877–1878    | zvolen papežem (Lev XIII.)                                                                                   |
| Camillo di Pietro                        | * 1806 / † 1884      | 1856                 | 1878–1882    | |
| Luigi Oreglia di Santo Stefano           | * 1834 / † 1913      | 1887                 | 1882–1883    | |
| Domenico Consolini                       | * 1806 / † 1884      | 1866                 | 1884         | |
| Luigi Oreglia di Santo Stefano           | * 1834 / † 1915      | 1887                 | 1885–1888    | |
| Lucido Maria Parocchi                    | * 1833 / † 1903      | 1877                 | 1888–1899    | |
| Domenico Ferrata                         | * 1847 / † 1914      | 1896                 | 1899–1912    | |
| Aristide Rinaldini                       | * 1844 / † 1920      | 1907                 | 1912–1914    | |
| Francesco Salesio Della Volpe            | * 1844 / † 1916      | 1901                 | 1914–1916    | |
| Pietro Gasparri                          | * 1852 / † 1934      | 1907                 | 1916–1934    | Současně Kardinál státní sekretář                                                                            |
| Eugenio Pacelli                          | * 1876 / † 1958      | 1935                 | 1935–1939    | Současně Kardinál státní sekretář zvolen papežem (Pius XII.)                                                 |
| Lorenzo Lauri                            | * 1864 / † 1941      | 1926                 | 1939–1941    | |
| Benedetto Aloisi Masella                 | * 1879 / † 1970      | 1946                 | 1958–1970    | |
| Jean-Marie Villot                        | * 1905 / † 1979      | 1965                 | 1970–1979    | Současně Kardinál státní sekretář                                                                            |
| Paolo Bertoli                            | * 1908 / † 2001      | 1969                 | 1979–1985    | Nezastával současně žádný další úřad v Římské kurii.                                                         |
| Sebastiano Baggio                        | * 1913 / † 1993      | 1969                 | 1985–1993    | Současně prezident Papežské komise pro Městský stát Vatikán (1984–1990)                                      |
| Eduardo Martínez Somalo                  | * 1927 / † 2021      | 1988                 | 1993–2007    | Současně prefekt Kongregace pro společnosti zasvěceného života a společnosti apoštolského života (1992–2004) |
| Tarcisio Bertone SDB                     | * 1934               | 2003                 | 2007–2014    | Současně Kardinál státní sekretář (2006–2013)                                                                |
| Jean-Louis Tauran                        | * 1943 / † 2018      | 2003                 | 2014–2018    | Současně prezident Papežské rady pro mezináboženský dialog (2007–2018)                                       |
| Kevin Farrell                            | * 1947               | 2016                 | od roku 2019 | Současně prefekt Dikasteria pro laiky, rodinu a život (od roku 2016)                                         |